# Cornélio Patus
Cornélio Patus é um personagem fictício citado em revistas Disney.
Foi segundo consta, um pato europeu que fundou, nos Estados Unidos, a cidade de Patópolis, localizada no estado fictício de Calisota. Há várias versões da história, sendo a seguinte a mais popular. Também é ancestral direto do Pato Donald, sendo o mais velho membro da Família Pato.

## História
Patus teria chegado à zona onde hoje fica Patópolis como vendedor sem muitas posses; na época o lugar era dominado por ingleses e se chamava "Vila Patópolis" (alusão a Sir Francis Drake). Patus, ao se hospedar no Forte Patópolis (onde fica hoje a caixa-forte de Patinhas McPatinhas) teria se defrontado com ataque de espanhóis; dá-se a fuga dos ingleses e Cornélio afugenta os espanhóis com milho de pipoca. Então, colocou "Patópolis" o nome do lugar e a cidade foi evoluindo.
Teve um filho, Cipriano Patus, cuja filha Donalda é avó do Pato Donald e subsequentemente matriarca dos atuais membros da família Pato. Segundo Don Rosa, a mãe de Cipriano seria uma índia por quem Cornélio teria se apaixonado. Pelo resto de sua vida, Cornélio continuou a atuar como líder não oficial de Patópolis. Quando Cornélio morreu em 1880, aos 90 anos, ele era um homem de família muito respeitado e com o tempo foi homenageado pelos cidadãos de Patópolis como o "pai" da cidade. O velho caçador ganhou status de lendário em Calisota. Sua estátua e legado apareceram mais tarde em muitas outras histórias. Embora Cornélio Patus fosse uma figura bem conhecida dos leitores de quadrinhos da Disney, a história de seu personagem não foi contada até que Don Rosa começou a usar o personagem no final dos anos 1980.
Uma estátua de Cornélio segurando uma espiga de milho está presente na Mickey's Toontown Fair no Magic Kingdom do Walt Disney World. Cornélio Patus fez sua primeira aparição na televisão no episódio "The Golden Armory of Cornelius Coot" de DuckTales (2017). O episódio reconta a história da fundação de Patópolis por Patus, embora os espanhóis sejam substituídos pelos Irmãos Metralha na história.

## Nomes em outros idiomas
- Alemão: Emil Erpel
- Dinamarquês: Kornelius Blisand
- Finlandês: Julle Ankanpää
- Francês: Cornélius Coot
- Grego: Κορνήλιος Κουτ
- Holandês: Cornelis Prul
- Inglês: Cornelius Coot
- Islandês: Korneliús Blesönd
- Italiano: Cornelius Coot
- Norueguês: Kornelius Kvakk
- Polonês: Korneliusz Kwaczak
- Russo: Корнелиус Кут
- Sueco: Cornelius Knös
- Tcheco: Kornelius Klokot